# Krzywotuły Stare
Krzywotuły Stare (ukr. Старі Кривотули Stari Krywotuły) – wieś na Ukrainie w rejonie tyśmienickim obwodu iwanofrankiwskiego.

## Dwór
- mały dwór wybudowany w stylu klasycystycznym w XIX w.[2]